# Pterolophia paravariolosa
Pterolophia paravariolosa är en skalbaggsart som beskrevs av Stefan von Breuning 1969. Pterolophia paravariolosa ingår i släktet Pterolophia och familjen långhorningar. Inga underarter finns listade i Catalogue of Life.